# Суэцкий залив
Суэ́цкий зали́в (араб. خليج السويس‎, Эс-Сувайс) — расположен в северной части Красного моря, отделяет Синайский полуостров Азии от Африки. Имеет вытянутую форму: длина 290 км, ширина — от 25 до 55 км. В северной части залива находится египетский город Суэц, у которого начинается Суэцкий канал, связывающий Красное море со Средиземным.
К востоку от Синайского полуострова расположен меньший залив Акаба. Залив образовался в пределах относительно молодого, но в настоящее время неактивного рифтового бассейна Суэцкого залива, возраст которого составляет около 26 миллионов лет. По средней линии залива проходит граница между Африкой и Азией. Вход в залив находится над нефтегазовым месторождением Гемса. Залив считается одной из важных морских зон мира из-за входа в Суэцкий канал.